# Crithote horridipes
Crithote horridipes là một loài bướm đêm trong họ Erebidae.